# George Beurling
George Frederick Beurling (Verdun, 6 december 1921 – Rome, 20 mei 1948) was een Canadees gevechtspiloot in de Tweede Wereldoorlog die in 14 dagen 27 vijandelijke vliegtuigen neerschoot boven Malta.

## Jongensdroom
Beurling groeide op bij een vliegveld, keek op naar gevechtspiloten uit de Eerste Wereldoorlog, bestuurde al in 1933 een vliegtuig en vloog in 1938 voor het eerst solo. Hij stopte met school en ging werken voor een luchtvrachtbedrijf te Gravenhurst (Ontario), waar hij zijn vliegbrevet behaalde. Hij stak clandestien de Amerikaanse grens over om bij de Flying Tigers te gaan, maar werd gevat en enkele maanden opgesloten in de gevangenis.

## Tweede Wereldoorlog
Bij de uitbraak van de Tweede Wereldoorlog weigerde de Royal Canadian Air Force hem omdat hij geen diploma kon voorleggen. Daarop wilde hij in dienst bij de  Finse luchtmacht die toen tegen de Sovjet-Unie vocht in de Winteroorlog, zijn ouders verboden dat echter. Vervolgens voer Beurling met een scheepskonvooi over de Atlantische Oceaan naar Glasgow om bij de Royal Air Force te gaan. Omdat hij geen geboorteakte bij zich had, moest hij terug naar Canada om er één te halen. In september 1940 nam de RAF hem aan als gevechtspiloot.

## Hawarden
Hij bereikte de opleidingseenheid van de Royal Air Force te Hawarden (Wales) in september 1941. Hij leerde er van Ginger Lacey. Lacey zei later: "Hij was een geweldig piloot en een nog beter schutter." Hij beschikte over een uitzonderlijk gezichtsvermogen. Te Hawarden legde hij zich toe op geschut, afstand schatten, deflectief schieten en kogelbanen. Vliegen en schieten werden zijn tweede natuur. Beurling rookte noch dronk en hield zich afzijdig.

## Essex
Midden december vervoegde hij het 403e eskader te North Weald, Essex. Op Kerstmis 1941 vloog hij in zijn Supermarine Spitfire zijn eerste missie. Hij bleef vier maanden bij eskader 403 om bommenwerpers te begeleiden en om naar vijandelijke vliegtuigen te speuren boven Het Kanaal.

## Sussex

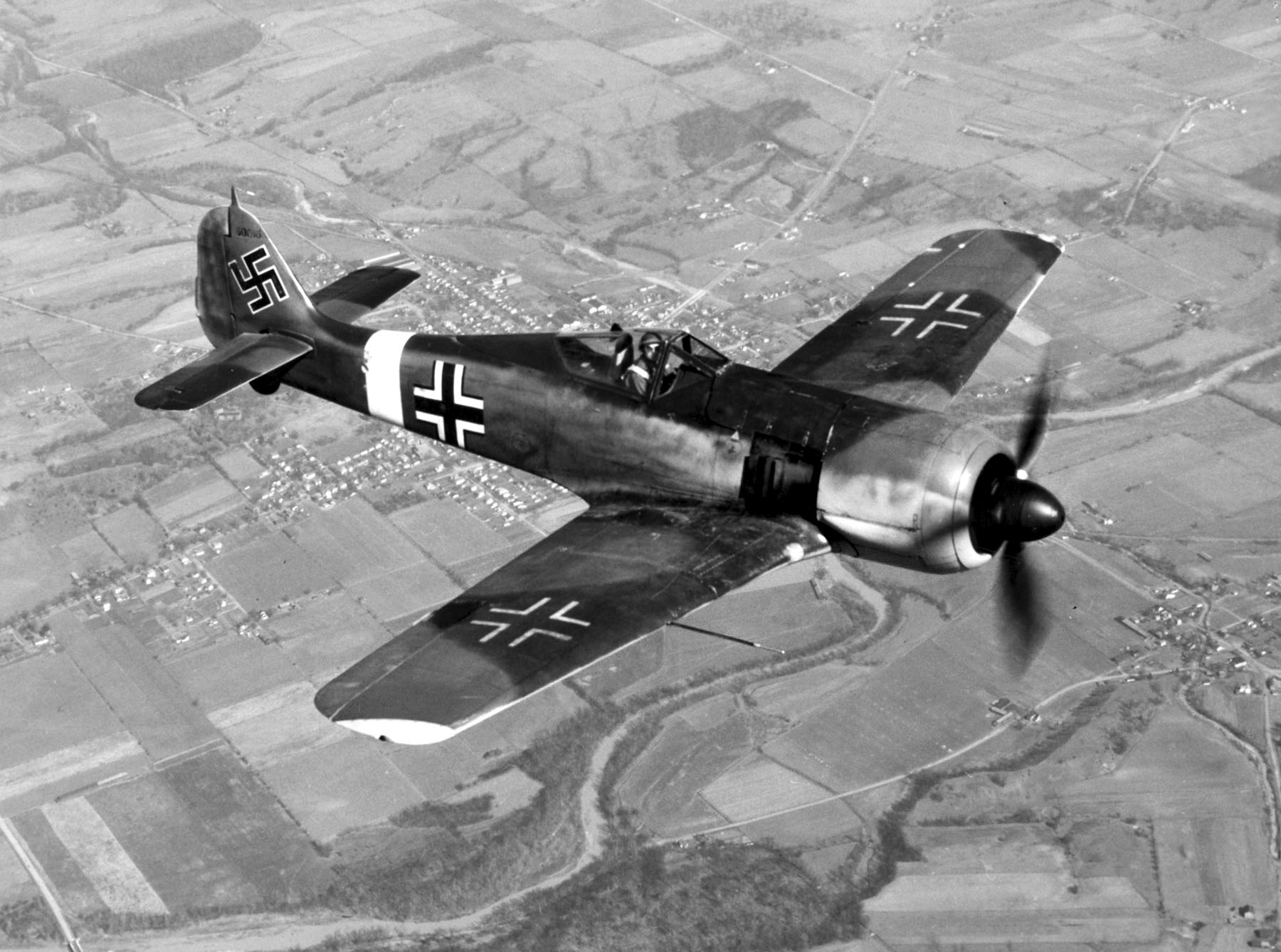
Een Focke-Wulf Fw 190

In de lente werd Beurling overgeplaatst naar het 41e eskader te Sussex. Bij zijn derde missie op 1 mei vielen vijf Focke-Wulf Fw 190 zijn sectie aan. Beurling vloog er achteraan, verliet de formatie en schoot een Fw 190 uit de lucht. Twee dagen later vloog hij weer aan de staart van de formatie, zag een Fw 190, verliet de formatie en schoot de FW 190 neer boven Cap Gris-Nez. Hij kreeg een berisping omdat hij zonder toestemming de formatie verlaten had. Beurling vroeg en kreeg zijn overplaatsing en voer per schip over Gibraltar naar Malta om daar het 249e eskader te vervoegen.

## Malta

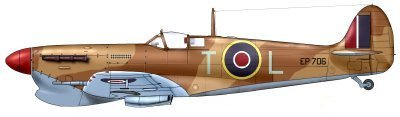
De Spitfire VC waarmee Beurling boven Malta vocht.

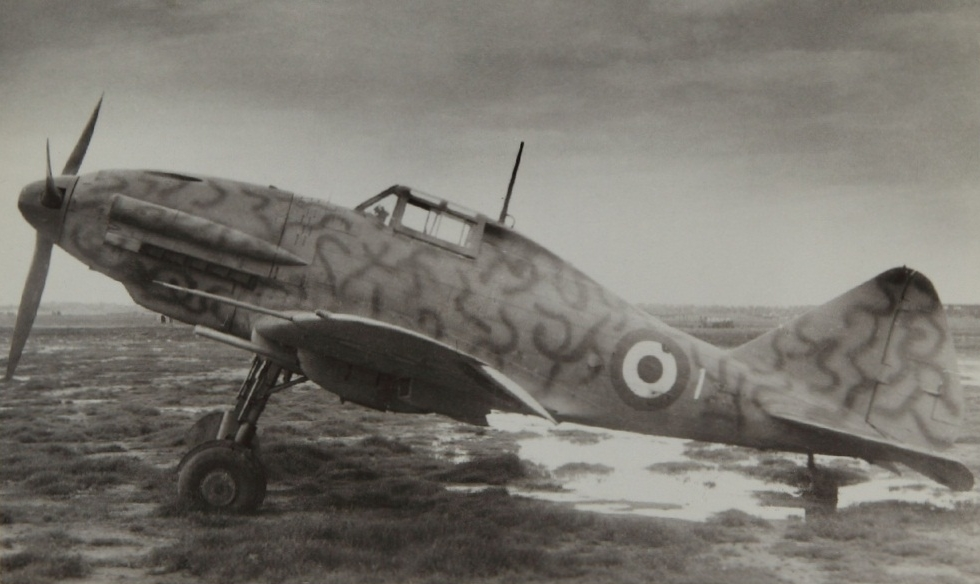
Een Reggiane Re.2001.

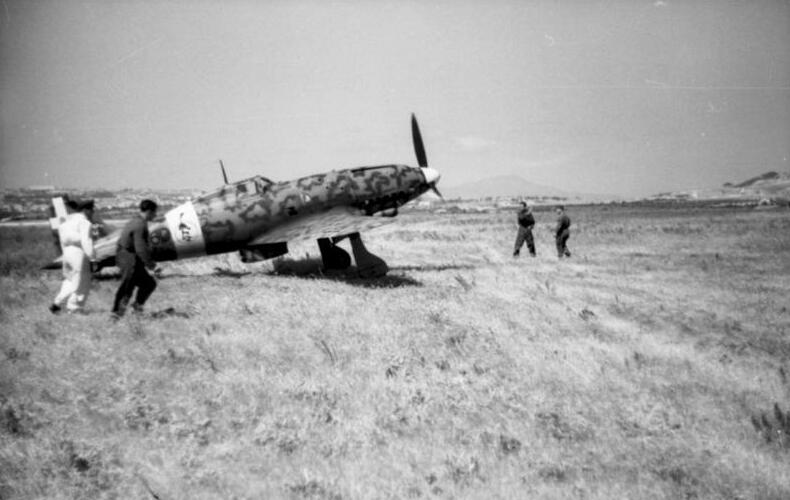
Een Macchi MC.202

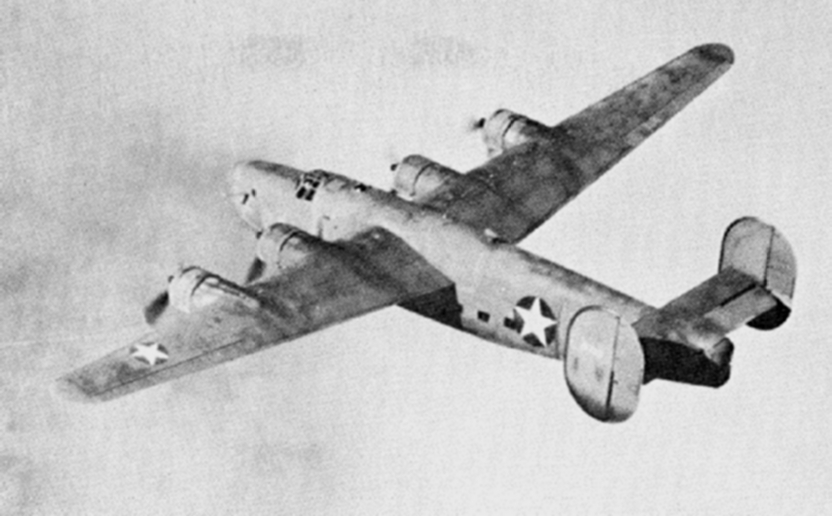
Een C-87 Liberator Express

Beurling steeg met zijn Spitfire op van vliegdekschip HMS Eagle en landde op 9 juni op Malta.
In de voormiddag van 12 juni onderschepte hij met drie andere piloten acht Messerschmitts Bf 109. Beurling schoot de staart van een Bf 109 stuk.
Op 6 juli moest hij samen met zeven andere Spitfires drie Italiaanse Cant Z1007bis bommenwerpers onderscheppen, die begeleid werden door 14 Reggiane Re.2001 en 25 Macchi MC.202 jagers. De Spitfires doken naar de Italianen en Beurling trof een bommenwerper. Dan achtervolgde hij de Macchi van sergeant-majoor Francesco Pecchiari in duikvlucht. Toen de Italiaan optrok, schoot Beurling hem neer met een salvo van twee seconden. Terug te Ta' Qali merkte Beurling, dat zijn Spitfire vol kogelgaten zat. Dezelfde avond net voor donker was hij weer in de lucht in een formatie van vier Spitfires om twee Duitse Junkers Ju 88 en 20 Messerschmitts Bf 109 te onderscheppen die op radar waren waargenomen. De vier Spitfires doken en Beurling schoot een jager in de zee met een salvo van twee seconden.
Op 10 juli schoot hij de MC.202 van Sergente Maggiore Francesco Visentini van 378 Squadriglia neer.
Op 12 juli zag Beurling de Reggiane Re.2001s van luitenant-kolonel Aldo Quarantotti en luitenant Carlo Seganti. Beurling dook naar de staart van Seganti en schoot hem neer. Dan naderde Beurling de andere Reggiane en toen Quarantotti hem opmerkte, schoot Beurling zijn hoofd eraf met een kort salvo.
Op 14 juli kreeg Beurling twintig kogels in zijn toestel en een kogel in zijn rechterhiel.
Op 22 juli beschadigde Beurling een bommenwerper en beschoot hij de linkervleugel van de Reggiane van sergeant-majoor Bruno Di Pauli van 151 Squadriglia, die zich redde met zijn parachute.
Op 24 juli 1942 ontving Beurling de Distinguished Flying Medal.
Op 27 juli schoot Beurling de Macchi C.202 van sergeant Faliero Gelli neer en daarna het toestel van kapitein Furio Niclot Doglio. Dezelfde dag haalde Beurling twee Messerschmitts Bf 109 neer, waaronder die van luitenant Karl-Heinz Preu van Jagdgeschwader 53.
Op 8 augustus vuurde hij op een Bf 109, maar hij ontving schoten in zijn motor en hij moest een buiklanding maken op rotsachtige grond. Beurling had enkel een oppervlakkige snede in een arm en hij liftte terug naar Ta' Qali.
In augustus en september lag Beurling te bed met dysenterie.
Op 25 september viel hij met elf andere Spitfires een dozijn Bf 109 aan 50 km ten noordoosten van Zonqor. Hij raakte een eerste Messerschmitt, beschadigde een tweede en schoot een derde in brand.
Op 10 oktober moest Beurling twee Bf 109 onderscheppen boven Filfla. Hij raakte het toestel aan stuurboord in de motor. De tweede Bf 109 probeerde te vluchten, maar Beurling raakte hem in de brandstoftank.
De ochtend van 13 oktober viel Beurling vijf km ten noorden van San Pawl il-Baħar een formatie Junkers Ju 88 aan begeleid door dertig Messerschmitt Bf 109. Hij raakte een bommenwerper en dan een Bf 109. Enkele seconden later raakte hij een tweede Messerschmitt, waar de piloot uit sprong met zijn parachute.
Op 14 oktober 1942 moesten Beurling en zes andere piloten ten zuiden van Zonqor een raid van Junkers Ju 88 onderscheppen die begeleid werden door 60 Messerschmitt Bf 109, Macchi C.202 en Reggiane Re.2001. Beurling beschoot een bommenwerper, maar kreeg zelf dertig kogelgaten in zijn toestel. Hij raakte een Messerschmitt en schoot de rechtervleugel van een andere Bf 109 stuk. Een andere Duitse jager beschoot hem van onder. Beurling was gewond aan hiel, elleboog en ribben en zijn Spitfire stond in brand. Hij kon zich redden met zijn parachute en werd uit zee opgepikt. L.G. Head van de HSL 128 herinnerde zich dat de gelovige Beurling vooral bezorgd was dat hij de kleine bijbel niet kon vinden, die hij van zijn moeder had gekregen. Beurling werd naar het ziekenhuis gevoerd.
Op 16 oktober ontving hij het Distinguished Flying Cross.
Beurling werd op 31 oktober 1942 teruggestuurd naar Groot-Brittannië. De C-87 Liberator Express die hem vervoerde stortte neer bij Gibraltar. Beurling was een van de drie overlevenden.
Op 4 november ontving hij de Distinguished Service Order.

## Oorlogsleningen

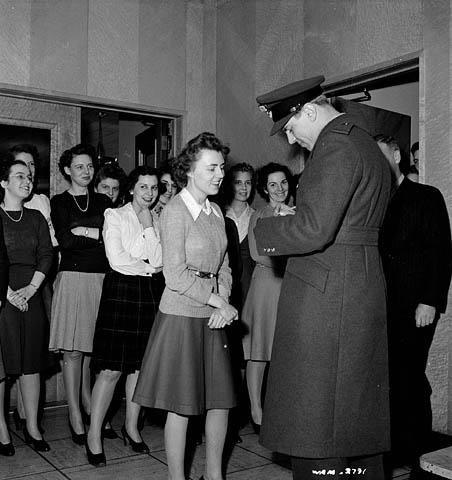
Beurling deelt handtekeningen uit in januari 1943

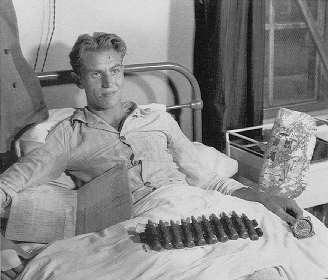
Beurling in 1943 in het hospitaal.

Nadat hij in Groot-Brittannië aankwam, werd hij naar Canada gezonden om oorlogsleningen te helpen verkopen. Hij ontmoette premier William Lyon Mackenzie King. Hij voelde zich ongemakkelijk bij de campagne om oorlogsleningen te verkopen. Hij deed ongepaste uitspraken, zoals dat hij graag doodde en hij sprak te plastisch over bloed en uiteengespatte hersenen. Door zijn in Malta opgelopen beenwond en zijn slechte algemene gezondheid moest hij enkele weken in het hospitaal opgenomen worden. Hij ontmoette toen zijn latere vrouw, Diana Whittall te Vancouver.

## Instructeur
Hij keerde terug naar Groot-Brittannië als schietinstructeur voor de 61e opleidingseenheid. Op 27 mei 1943 ging hij naar de Central Gunnery School te Sutton Bridge. Op 8 juni raakte Bob Buckham hem tijdens een oefengevecht en moest hij uit zijn Spitfire II P7913 springen toen de motor in brand stond.

## Royal Canadian Air Force
Op 1 september 1943 ging hij over naar de Royal Canadian Air Force in gevechtseskader 403 met basis te Kenley, waar hij met de nieuwe Spitfire IX vloog. In september schoot hij een Focke Wulf Fw 190 van Jagdgeschwader 2 neer. Beurling vroeg overplaatsing om met de  P-51 Mustang boven Duitsland te vliegen, maar dat werd geweigerd.
Hij scheerde met een Tiger Moth rakelings over het vliegveld. Zijn commandant, Hugh Godefroy DFC dreigde met de krijgsraad en plaatste hem over naar 126 Wing HQ en daarna naar het 412e eskader van de RCAF.
Op 30 december schoot hij zijn laatste vliegtuig neer, Uzz. Wyrich van 5 Staffel JG 26 met een Focke Wulf Fw 190, bij Compiègne toen hij Amerikaanse bommenwerpers begeleidde.

## Ontslag
Beurling keerde in april 1944 terug naar Canada. In oktober werd hij eervol ontslagen. Hij probeerde tevergeefs om bij de United States Army Air Forces te gaan.

## Ongeval

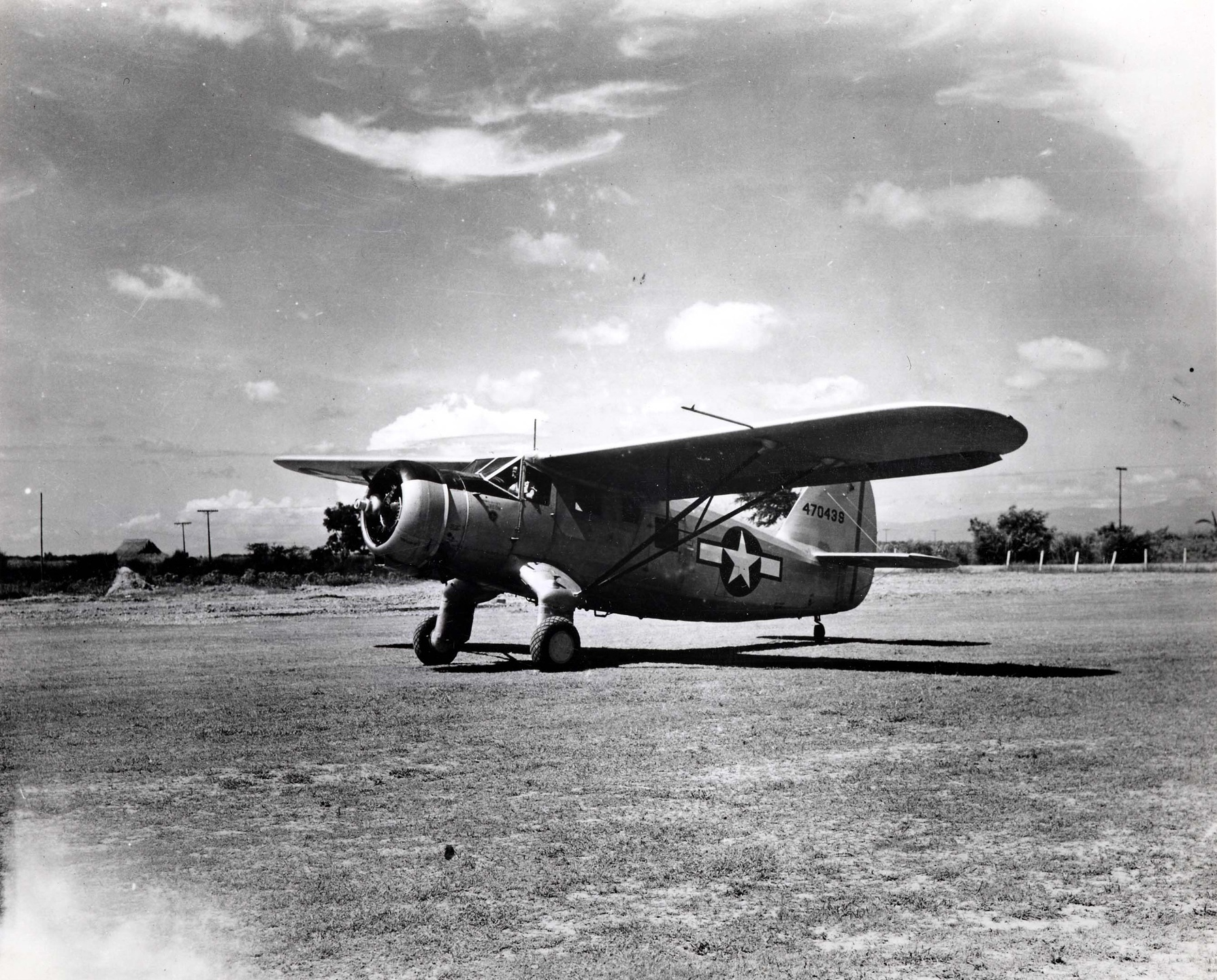
Een Norseman zoals waar Beurling mee verongelukte

In 1948 ging hij bij de Israëlische luchtmacht om er met een P-51 Mustang te vliegen. Hij maakte een testvlucht met een Noorduyn Norseman transportvliegtuig en verongelukte bij landing op Aeroporto di Roma-Urbe te Rome. Zijn lijk en dat van copiloot Leonard Cohen, ook een oudgediende van Malta, waren onherkenbaar verbrand.

## Decoraties
- Pilot's Flying Badge[5]
- RCAF Operational Wings[5]
- Orde van Voorname Dienst op 3 november 1942[6][7]
- Distinguished Flying Cross op 16 oktober 1942 (Verenigd Koninkrijk)[3][6]
- Distinguished Flying Medal met Gespen op 28 juli 1942[6][8] en op 4 september 1942[6][8]
- War Medal 1939–1945[5]
- 1939-1945 Ster[5]